# 올림픽 양궁 메달리스트 목록
양궁은 올림픽 경기 종목 중 하나이다. 1900년부터 1908년,그리고 1920년에 정식종목이었으나 이후 제외되었다. 이후 국제 올림픽 위원회 (IOC)가 1969년 11월 6일에 양궁을 정식종목에 포함하기로 결정하며 서독(현 독일) 뮌헨에서 열린 1972년 하계 올림픽부터 경기를 진행하였다. 1972년부터 1984년까지는 남녀 개인전 경기만 진행하였으며 1988년부터 남녀 단체전 경기를 진행하여 2016년까지 총 4종목을 진행하였다. 2020년 하계 올림픽부터 혼성단체전이 포함되어 총 5종목을 진행한다.
대한민국이 43개(금메달 27개, 은메달 9개, 동메달 7개)의 메달을 획득하여 1위를 기록하고 있다. 단체전이 포함된 1988년부터 여자단체전에서 대한민국은 모든 대회에서 금메달을 획득했다. 2020년에 안산. 장민희, 강채영이 금메달을 획득하며 남자 수영 400m종목에서 미국, 남자 육상 3000m 장애물에서 케냐에 이어서 특정 족목 최다 우승인 9연패를 달성했다.
남자 단체전의 경우에도 1992년, 1996년과 2012년을 제외한 나머지 대회에서 대한민국이 금메달을 획득했다. 여자 개인전의 경우에도 1984년 처음으로 대한민국이 메달을 획득한 이후 2020년까지 중국 베이징에서 열렸던 2008년 하계 올림픽을 제외하고 모두 금메달을 획득했다. 2008년의 경우 개최국 중국 출신 장쥐안쥐안이 금메달을 획득했는데 이는 중국의 양궁 사상 첫 금메달이다. 대한민국에 이어서 미국이 16개(금메달 8개, 은메달 5개, 동메달 3개)으로 2위를 기록하고 있다. 미국은 양궁이 정식 종목에 포함된 1972년이후 1984년까지 보이콧한 1980년 하계 올림픽을 제외하고 총 6개의 금메달중 5개의 금메달을 획득했다. 대럴 페이스의 경우 1976년에 금메달을 획득했고 1980년에는 미국이 보이콧하며 2연패를 달성하지 못했으나 다음 올림픽인 1984년에 금메달을 획득하며 개인전에서 총 2개의 금메달을 획득했다. 한편 서구권 국가들의 일부가 보이콧한 1980년에는 동구권 국가 출신인 핀란드의 토미 포이콜라이넨과 소련의 케토 로사베리체가 각각 남녀 개인전에서 금메달을 획득했다. 소련의 양궁 금메달은 1980년 이후로 없었으며 소련이 해체된 이후 후신 국가중 우크라이나의 빅토르 루반이 유일하게 2008년 개인전 금메달을 획득했다.
올림픽 양궁 최다 메달리스트는 대한민국의 김수녕이다. 김수녕은 1988년, 1992년, 2000년에 참가하여 총 6개 (금메달 4개, 은메달 1개, 동메달 1개)를 획득했다. 금메달 3개 이상 획득한 선수는 총 8명(김수녕, 윤미진, 박성현, 기보배, 안산, 김우진, 김제덕, 임시현)이며 전원 대한민국 출신이다. 대한민국이 아닌 다른 국가중 최다 메달리스트는미국의 브레이디 엘리슨이다. 총 5개 (은메달 3개, 은메달 2개)를 획득했다.

## 대회 결과

### 남자

#### 개인

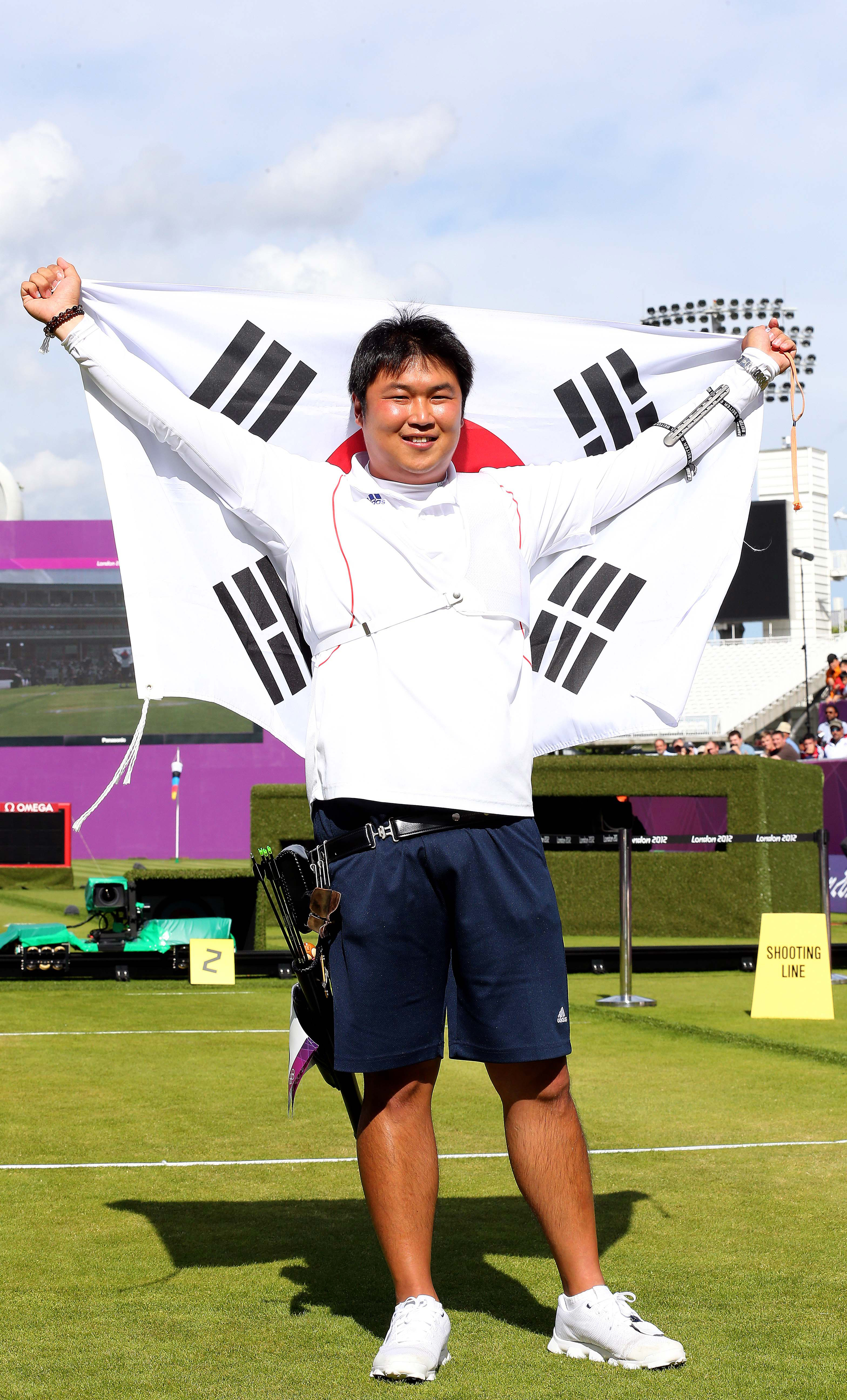
오진혁은 2012년에 남자 양궁 개인전에 참가하여 대한민국의 해당 종목 첫 금메달을 획득하였다

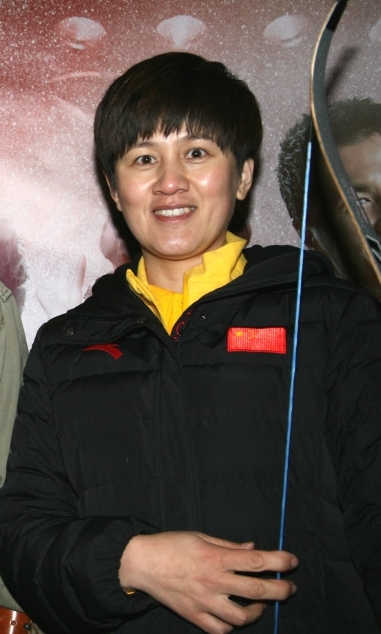
장주안주안은 2008년에 여자 양궁 개인전에 참가하여 중화인민공화국의 해당 종목 첫 금메달을 획득하였다

| 종목                       | 금                               | 은                         | 동                               |
| -------------------------- | -------------------------------- | -------------------------- | -------------------------------- |
| 1972 뭔헨 자세히           | 존 윌리엄스 · 미국               | 군나르 예르빌 · 스웨덴     | 퀴외스티 라손엔 · 핀란드         |
| 1976 몬트리올 자세히       | 대럴 페이스 · 미국               | 미치나가 히로시 · 일본     | 지안카르로 페르라리 · 이탈리아   |
| 1980 모스크바 자세히       | 토미 포이콜라이넨 · 핀란드       | 보리스 이사첸코 · 소련     | 지안카르로 페르라리 · 이탈리아   |
| 1984 로스앤젤레스 자세히   | 대럴 페이스 · 미국               | 리처드 맥키니 · 미국       | 야마모토 히로시 · 일본           |
| 1988 서울 자세히           | 제이 바스 · 미국                 | 박성수 · 대한민국          | 블라이미르 이예시에이예브 · 소련 |
| 1992 바르셀로나 자세히     | 세바스티앵 플뤼트 · 프랑스       | 정재현 · 대한민국          | 사이먼 테리 · 영국               |
| 1996 애틀랜타 자세히       | 저스틴 휴이시 · 미국             | 망누스 페테르손 · 스웨덴   | 오교문 · 대한민국                |
| 2000 시드니 자세히         | 사이먼 페어웨더 · 오스트레일리아 | 빅 운덜 · 미국             | 비에트서 반 알텐 · 네덜란드      |
| 2004 아태네 자세히         | 마르코 갈리아초 · 이탈리아       | 야마모토 히로시 · 일본     | 팀 거디히 · 오스트레일리아       |
| 2008 베이징 자세히         | 빅토르 루반 · 우크라이나         | 박경모 · 대한민국          | 바이르 바됴노프 · 러시아         |
| 2012 런던 자세히           | 오진혁 · 대한민국                | 후루카와 다카하루 · 일본   | 다이샤오샹 · 중화인민공화국      |
| 2016 리우데자네이루 자세히 | 구본찬 · 대한민국                | 장샤를 발라동 · 프랑스     | 브레이디 엘리슨 · 미국           |
| 2020 도쿄 자세히           | 메테 가조즈 · 튀르키예           | 마우로 네스폴리 · 이탈리아 | 후루카와 다카하루 · 일본         |
| 2024 파리 자세히           | 김우진 · 대한민국                | 브레이디 엘리슨 · 미국     | 이우석 · 대한민국                |

#### 단체

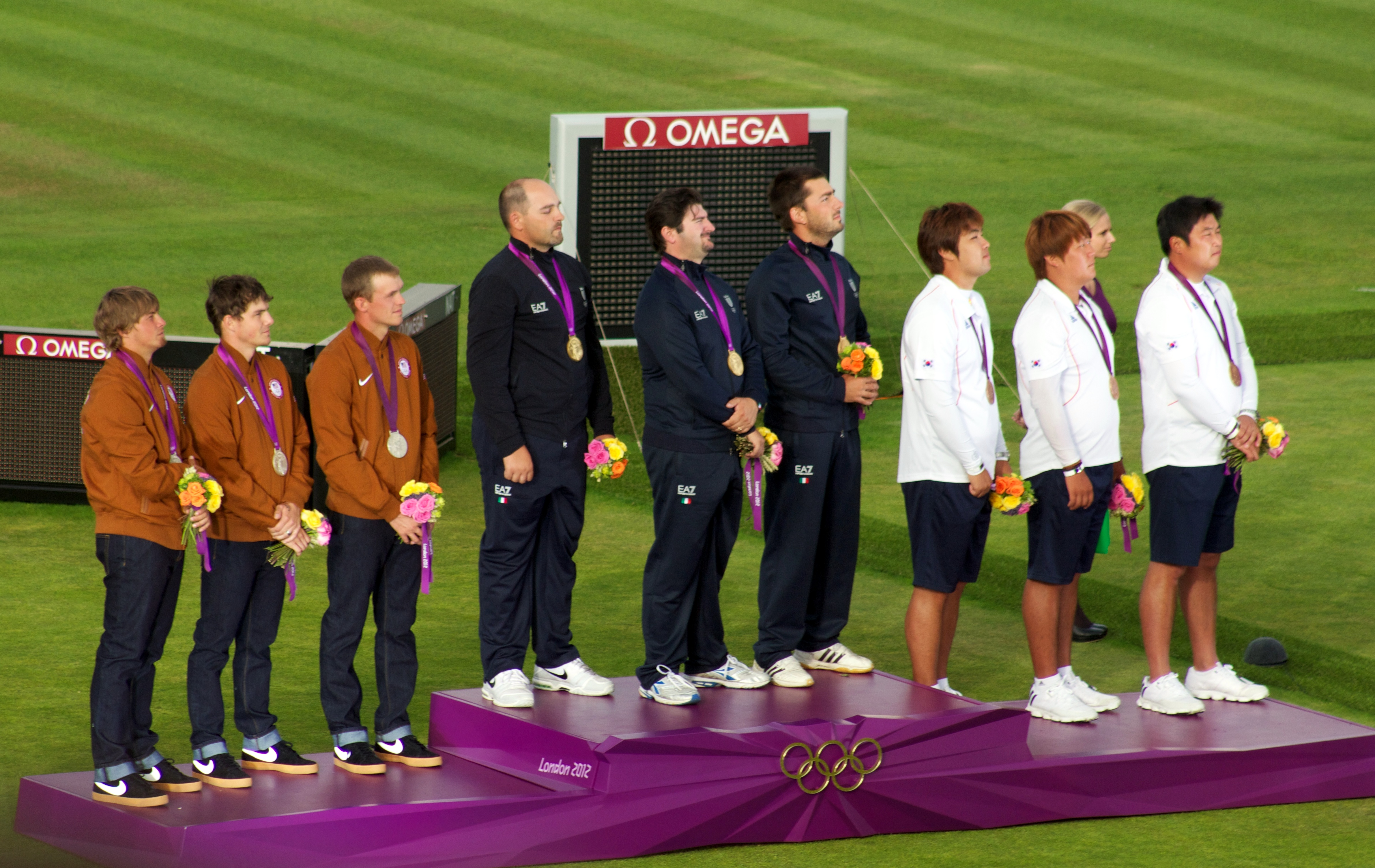
2012년 양궁 남자 단체전 시상식. 왼쪽부터 미국, 이탈리아. 대한민국. 이탈리아는 남자 단체전에서 처음으로 금메달을 획득하였으며, 대한민국은 4연속 금메달에 실패하였다.

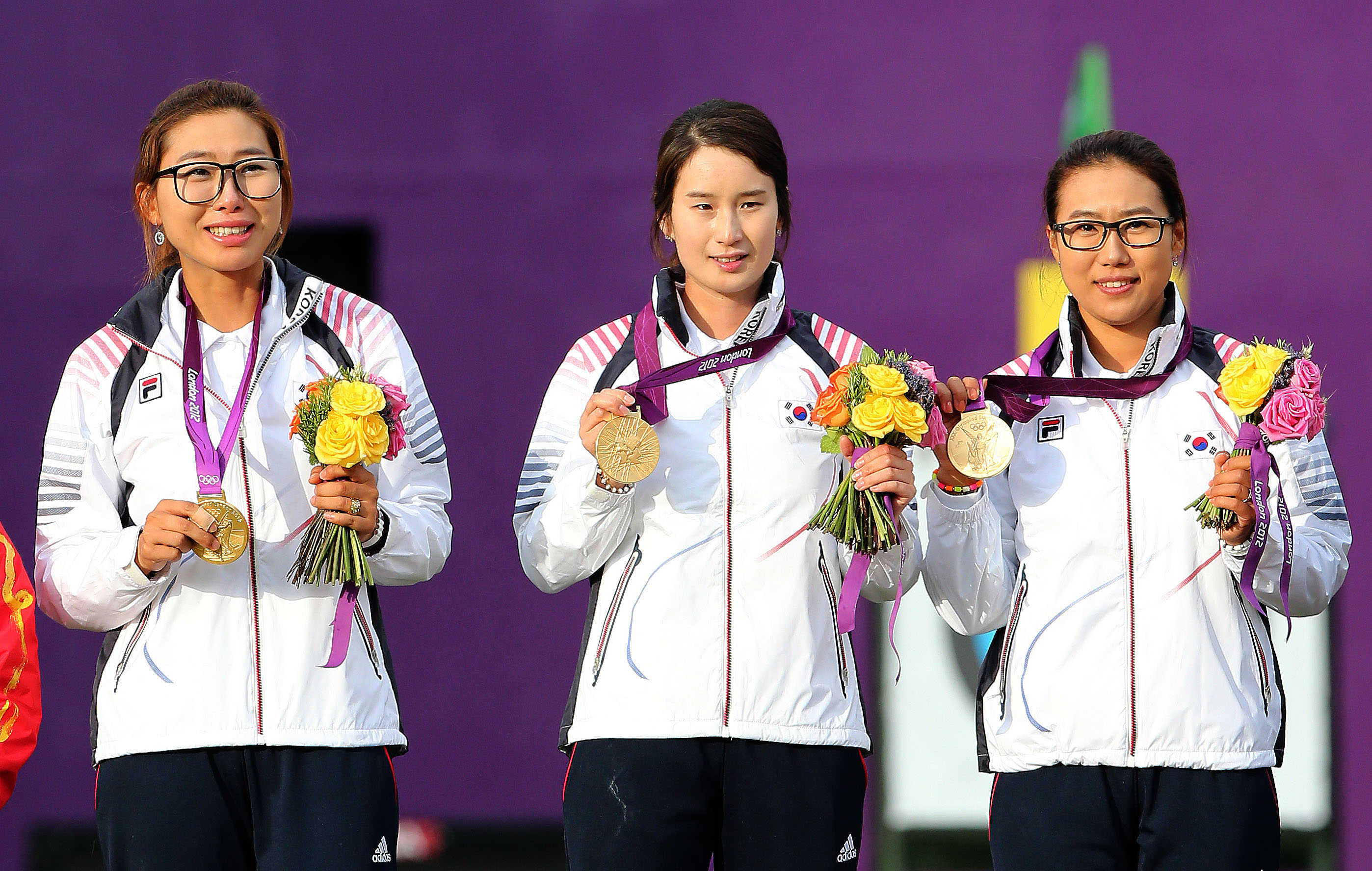
2012년 기보배, 이성진, 최현주선수가 금메달을 획득했다. 대한민국은 여자 단체전이 정식 종목으로 채택된 이후로 모든 대회에서 금메달을 획득했다.

| 종목                       | 금                                                                   | 은                                                                    | 동                                                                         |
| -------------------------- | -------------------------------------------------------------------- | --------------------------------------------------------------------- | -------------------------------------------------------------------------- |
| 1988 서울 자세히           | 대한민국 (KOR) · 박성수 · 전인수 · 이한섭                            | 미국 (USA) · 제이 바스 · 리처드 맥키니 · 대럴 페이스                  | 영국 (GBR) · 스티븐 할라드 · 리처드 프리스트만 · 르로이 왓슨               |
| 1992 바르셀로나 자세히     | 스페인 (ESP) · 후안 올가도 · 알폰소 메넨데스 · 안토니오 바스케스     | 핀란드 (FIN) · 이스모 팔크 · 이아리 리포넨 · 토미 포이콜라이넨        | 영국 (GBR) · 스티븐 할라드 · 리처드 프리스트만 · 사이먼 테리               |
| 1996 애틀랜타 자세히       | 미국 (USA) · 저스틴 휴이시 · 부치 존슨 · 로드 화이트                 | 대한민국 (KOR) · 장용호 · 김보람 · 오교문                             | 이탈리아 (ITA) · 마테오 비시아니 · 미켈레 프란질리 · 안드레아 파렌티       |
| 2000 시드니 자세히         | 대한민국 (KOR) · 김청태 · 장용호 · 오교문                            | 이탈리아 (ITA) · 마테오 비시아니 · 미켈레 프란질리 · 일라리오 디 부오 | 미국 (USA) · 빅 운덜 · 부치 존슨 · 로드 화이트                             |
| 2004 아태네 자세히         | 대한민국 (KOR) · 임동현 · 장용호 · 박경모                            | 중화 타이베이 (TPE) · 천스위안 · 류밍황 · 왕정방                      | 우크라이나 (UKR) · 드미트로 흐라초우 · 빅토르 루반 · 올렉산드르 세르디우크 |
| 2008 베이징 자세히         | 대한민국 (KOR) · 임동현 · 이창환 · 박경모                            | 이탈리아 (ITA) · 일라리오 디 부오 · 마르코 갈리아초 · 마우로 네스폴리 | 중화인민공화국 (CHN) · 지앙린 · 리원촨 · 쉐하이펑                          |
| 2012 런던 자세히           | 이탈리아 (ITA) · 미켈레 프란질리 · 마르코 갈리아초 · 마우로 네스폴리 | 미국 (USA) · 브레이디 엘리슨 · 제이크 카민스키 · 제이콥 우키          | 대한민국 (KOR) · 임동현 · 오진혁 · 김법민                                  |
| 2016 리우데자네이루 자세히 | 대한민국 (KOR) · 김우진 · 구본찬 · 이승윤                            | 미국 (USA) · 브레이디 엘리슨 · 제이크 카민스키 · 자크 가렛            | 오스트레일리아 (AUS) · 알렉 포츠 · 라이언 타이약 · 테일러 워스             |
| 2020 도쿄 자세히           | 대한민국 (KOR) · 김우진 · 김제덕 · 오진혁                            | 중화 타이베이 (TPE) · 덩위청 · 탕즈쥔 · 웨이쥔항                      | 일본 (JPN) · 후루카와 다카하루 · 가와타 유키 · 무토 히로키                 |
| 2024 파리 자세히           | 대한민국 (KOR) · 김우진 · 김제덕 · 이우석                            | 프랑스 (FRA) · 장샤를 발라동 · 토마 시로 · 바티스트 아디스            | 튀르키예 (TUR) · 메테 가조즈 · 무함메드 이을드르므시 · 울라슈 튀메르       |

### 여자

#### 개인
| 종목                       | 금                          | 은                                     | 동                             |
| -------------------------- | --------------------------- | -------------------------------------- | ------------------------------ |
| 1972 뭔헨 자세히           | 도린 월버 · 미국            | 이레나 치들로스카 · 폴란드             | 엠마 가프첸코 · 소련           |
| 1976 몬트리올 자세히       | 루앤 라이언 · 미국          | 발렌티나 코브판 · 소련                 | 제비니소 루스타모바 · 소련     |
| 1980 모스크바 자세히       | 케테반 로사베리제 · 소련    | 나탈리아 부츠조바 · 소련               | 파이비 메릴로토 · 핀란드       |
| 1984 로스앤젤레스 자세히   | 서향순 · 대한민국           | 리링주안 · 중화인민공화국              | 김진호 · 대한민국              |
| 1988 서울 자세히           | 김수녕 · 대한민국           | 왕희경 · 대한민국                      | 윤영숙 · 대한민국              |
| 1992 바르셀로나 자세히     | 조윤정 · 대한민국           | 김수녕 · 대한민국                      | 나탈리아 발레예바 · 연합       |
| 1996 애틀랜타 자세히       | 김경욱 · 대한민국           | 허잉 · 중화인민공화국                  | 올레나 사도우니차 · 우크라이나 |
| 2000 시드니 자세히         | 윤미진 · 대한민국           | 김남순 · 대한민국                      | 김수녕 · 대한민국              |
| 2004 아태네 자세히         | 박성현 · 대한민국           | 이성진 · 대한민국                      | 앨리손 윌리엄스 · 영국         |
| 2008 베이징 자세히         | 장주안주안 · 중화인민공화국 | 박성현 · 대한민국                      | 윤옥희 · 대한민국              |
| 2012 런던 자세히           | 기보배 · 대한민국           | 아이다 로만 · 멕시코                   | 마리아나 아비티아 · 멕시코     |
| 2016 리우데자네이루 자세히 | 장혜진 · 대한민국           | 리자 운루 · 독일                       | 기보배 · 대한민국              |
| 2020 도쿄 자세히           | 안산 · 대한민국             | 옐레나 오시포바 · 러시아 올림픽 위원회 | 루칠라 보아리 · 이탈리아       |
| 2024 파리 자세히           | 임시현 · 대한민국           | 남수현 · 대한민국                      | 리자 바르블랭 · 프랑스         |

#### 단체
| 종목                       | 금                                        | 은                                                                                   | 동                                                                                 |
| -------------------------- | ----------------------------------------- | ------------------------------------------------------------------------------------ | ---------------------------------------------------------------------------------- |
| 1988 서울 자세히           | 대한민국 (KOR) · 김수녕 · 왕희경 · 윤영숙 | 인도네시아 (INA) · 릴리스 한다야니 · 누르피트리야나 사이만 · 쿠수마 와르다니         | 미국 (USA) · 디버러 오치스 · 데니스 파커 · 멜라니 스킬만                           |
| 1992 바르셀로나 자세히     | 대한민국 (KOR) · 김수녕 · 이은경 · 조윤정 | 중화인민공화국 (CHN) · 마시앙준 · 왕홍 · 왕시아오주                                  | 연합 (EUN) · 나탈리아 발레예바 · 리우드밀라 아르즈한니코바 · 하투나 크브리비시비리 |
| 1996 애틀랜타 자세히       | 대한민국 (KOR) · 김경욱 · 김조순 · 윤혜영 | 독일 (GER) · 바바라 멘싱 · 코넬리아 프폴 · 산드라 바그너삭스                         | 폴란드 (POL) · 이보나 마르친키에비치 · 카타지나 크라타 · 외안나 노비츠카           |
| 2000 시드니 자세히         | 대한민국 (KOR) · 김남순 · 김수녕 · 윤미진 | 우크라이나 (UKR) · 나탈리야 부르데이나 · 올레나 사도우니차 · 카테리나 세르듀크       | 독일 (GER) · 바르바라 멘싱 · 코르넬리아 포흘 · 산드라 바그너                       |
| 2004 아태네 자세히         | 대한민국 (KOR) · 박성현 · 윤미진 · 이성진 | 중화인민공화국 (CHN) · 장쥐안쥐안 · 허잉 · 린상                                      | 중화 타이베이 (TPE) · 천리루 · 우후이루 · 위안수치                                 |
| 2008 베이징 자세히         | 대한민국 (KOR) · 박성현 · 윤옥희 · 주현정 | 중화인민공화국 (CHN) · 장쥐안쥐안 · 천링 · 궈단                                      | 프랑스 (FRA) · 소피 도데몽 · 베랑제르 쉬 · 비르지니 아르놀드                       |
| 2012 런던 자세히           | 대한민국 (KOR) · 기보배 · 이성진 · 최현주 | 중화인민공화국 (CHN) · 청밍 · 쉬징 · 팡위팅                                          | 일본 (JPN) · 하야카와 렌 · 가와나카 가오리 · 가니에 미키                           |
| 2016 리우데자네이루 자세히 | 대한민국 (KOR) · 기보배 · 장혜진 · 최미선 | 러시아 (RUS) · 투야나 다시도르지예바 · 크세니야 페로바 · 인나 스테파노바             | 중화 타이베이 (TPE) · 레이첸잉 · 린스자 · 탄야팅                                   |
| 2020 도쿄 자세히           | 대한민국 (KOR) · 안산 · 장민희 · 강채영   | 러시아 올림픽 위원회 (ROC) · 스베틀라나 곰보예바 · 크세니야 페로바 · 옐레나 오시포바 | 독일 (GER) · 미셸 크로펜 · 샤를린 슈바르츠 · 리자 운루                             |
| 2024 파리 자세히           | 대한민국 (KOR) · 남수현 · 임시현 · 전훈영 | 중화인민공화국 (CHN) · 리자만 · 안치쉬안 · 양샤오레이                                | 멕시코 (MEX) · 앙헬라 루이스 · 아나 파울라 바스케스 · 알레한드라 발렌시아          |

### 혼성
| 종목             | 금                               | 은                                                     | 동                                                   |
| ---------------- | -------------------------------- | ------------------------------------------------------ | ---------------------------------------------------- |
| 2020 도쿄 자세히 | 대한민국 (KOR) · 김제덕 · 안산   | 네덜란드 (NED) · 스테버 베일러르 · 가브리엘라 슬루서르 | 멕시코 (MEX) · 루이스 알바레스 · 알레한드라 발렌시아 |
| 2024 파리 자세히 | 대한민국 (KOR) · 김우진 · 임시현 | 독일 (GER) · 플로리안 운루 · 미셸 크로펜               | 미국 (USA) · 브레이디 엘리슨 · 케이시 코프홀드       |

## 포디움 스윕
각 나라별로 남, 녀 최대 3명이 개인전에 출전이 가능해 금, 은, 동 모두를 한 국가가 획득하는 포디움 스윕이 가능하다. 여자 개인전 종목에서  1988년에 대한민국의 김수녕, 왕희경, 윤영숙 달성했고, 2000년 하계 올림픽에서도 대한민국의 윤미진, 김남순, 김수녕이 달성했다. 2024년에도 대한민국의 남수현, 임시현, 전훈영 모두 4강에 진출하며 달성할 수 있었지만 동메달 결정전에서 전훈영이 리자 바르블랭에게 패하며 실패했다. 남자 개인전에서는 포디움 스윕에 달성한 국가는 아직 없다.
| 대회        | 종목        | 국가           | 금메달 | 은메달 | 동메달 |
| ----------- | ----------- | -------------- | ------ | ------ | ------ |
| 1988 서울   | 여자 개인전 | 대한민국 (KOR) | 김수녕 | 왕희경 | 윤영숙 |
| 2000 시드니 | 여자 개인전 | 대한민국 (KOR) | 윤미진 | 김남순 | 김수녕 |